# Яцек Казімерський

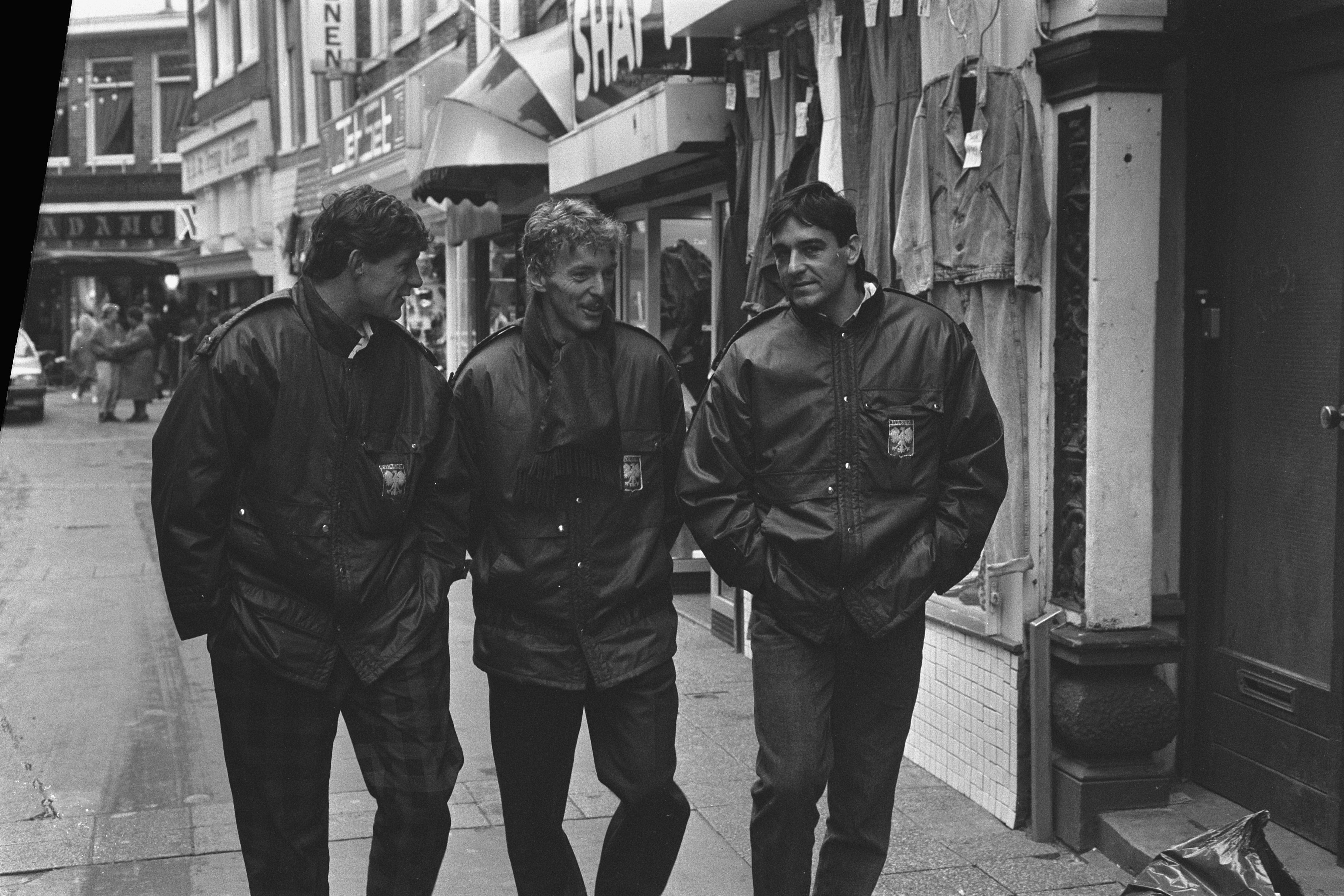
Яцек Казімерський (праворуч) зі Збігневом Бонеком (посередині) та Влодзімеж Смолярек, у центрі Амстердама; 1986 рік

Яцек Павел Казімерський (пол. Jacek Paweł Kazimierski; нар. 17 серпня 1959, Варшава, Польща) — польський футболіст та тренер, виступав на позиції центрального воротаря. Виступав за збірну Польщі. Бронзовий призер чемпіонату світу 1982 року і учасник чемпіонату світу 1986 року.

## Клубна кар'єра
Вихованець столичного клубу «Агрикола». У 1978 році перейшов до варшавської «Легії». 26 серпня того ж року зіграв свій перший матч у Першій лізі, проти «Заглембє» (Сосновець). У складі «Легії» виступав 9 сезонів, за цей час став володарем Кубка Польщі 1980 та 981 років, а також отримав дебютний виклик до національної збірної Польщі. У 1987 році після майже 260 зіграних матчів залишив Польщу.
Переїжджає до Греції, де підписує контрак з чинним чемпіоном країни «Олімпіакосом». Дебютував успішно, разом з командою став володарем суперкубку Греції, але потім провів декілька невдалих поєдинків. А 8 листопада 1987 року після програного (1:4) поєдинку чемпіонату Греції на АОСК проти «Панатінаїкоса» надовго засів на лаві запасних свого клубу. У грудні 1988 року залишає грецький чемпіонат та переїздить до Бельгії. У цій країні підписує контракт з «Гентом», разом з командою виходить до Вищого дивізіону, виступає в єврокубках, кожного сезону зіграв в середньому по 13 матчів. У 1991 році завершив кар'єру футболіста.

## Кар'єра в збірній
До дебюту в основній збірній Польщі Яцек Казімерський виступав за молодіжну збірну Польщі (U-20), в складі якої, у 1979 році брав участь в чемпіонаті світу серед молодіжних команд. Він зіграв у всіх шести матчах, в яких пропустив шість голів і зайняв четверте місце. 
У головній збірній Польщі Яцек Казімерський дебютував 25 січня 1981 року в товариському матчі зі збірною Японії, який завершився перемогою поляків з рахунком 2:0. У 1982 році Казімерський взяв участь у чемпіонаті світу (був дублером Юзефа Млинарчика), й хоча він не зіграв жодної хвилини на турнірі, поляки завоювали бронзові медалі. У 1986 році Казімерський взяв участь в своєму другому чемпіонаті світу, але, як і чотири роки тому, весь турнір просидів в запасі. Поляки на тому чемпіонаті вийшли з групи, але вибули на стадії 1/8 фіналу. Свій останній виступ за збірну Польщі Казімерські провів 29 квітня 1987 року в відбірковому матчі чемпіонату Європи 1988 року проти збірної Греції, той матч завершився поразкою Польщі з рахунком 0:1. Всього ж за збірну Яцек Казімерський провів 23 поєдинки, в яких пропустив 25 м'ячів.

## Кар'єра тренера
По завершенні кар'єри футболіста розпочав тренерську діяльність. Спочатку працював з молодими польськими воротарями. У червні 2007 року тренував воротарів у краківській «Віслі». Через три роки головний тренер національної команди Францишек Смуда запросив Яцека тренувати воротарів головної збірної країни.

## Досягнення

### Командні
«Легія»
- Перша ліга Польщі
  -  Срібний призер (2): 1985, 1986
  -  Бронзовий призер (1): 1980

- Кубок Польщі
  -  Володар (2): 1980, 1981

збірна Польщі
- Чемпіонат світу
  -  Бронзовий призер (1): 1982

«Олімпіакос»
- Кубок Греції
  -  Фіналіст (1): 1988

- Суперкубок Греції
  -  Володар (1): 1987

«Гент»
- Ліга Жупіле
  -  Бронзовий призер (1): 1991

## Статистика

### Клубна
| Сезон   | Чемпіонат Польщі | Чемпіонат Польщі | Кубок Польщі | Кубок Польщі | Кубок володарів кубків УЄФА | Кубок володарів кубків УЄФА | Кубок УЄФА | Кубок УЄФА | Міжнародний футбольний кубок | Міжнародний футбольний кубок | Загалом | Загалом |
| Сезон   | Матчі            | Голи             | Матчі        | Голи         | Матчі                       | Голи                        | Матчі      | Голи       | Матчі                        | Голи                         | Матчі   | Голи    |
| ------- | ---------------- | ---------------- | ------------ | ------------ | --------------------------- | --------------------------- | ---------- | ---------- | ---------------------------- | ---------------------------- | ------- | ------- |
| 1978/79 | 12               | -15              | 1            | 0            | 0                           | 0                           | 0          | 0          | 0                            | 0                            | 13      | -15     |
| 1979/80 | 20               | -19              | 5            | -1           | 0                           | 0                           | 0          | 0          | 0                            | 0                            | 25      | -20     |
| 1980/81 | 19               | -18              | 0            | 0            | 0                           | 0                           | 0          | 0          | 0                            | 0                            | 19      | -18     |
| 1981/82 | 24               | -20              | 1            | -2           | 5                           | -6                          | 0          | 0          | 0                            | 0                            | 30      | -28     |
| 1982/83 | 29               | -37              | 3            | -1           | 0                           | 0                           | 0          | 0          | 0                            | 0                            | 32      | -38     |
| 1983/84 | 29               | -31              | 2            | -6           | 0                           | 0                           | 0          | 0          | 0                            | 0                            | 31      | -37     |
| 1984/85 | 30               | -19              | 4            | -6           | 0                           | 0                           | 0          | 0          | 0                            | 0                            | 34      | -25     |
| 1985/86 | 28               | -28              | 4            | -7           | 0                           | 0                           | 6          | -3         | 2+                           | -1+                          | 40+     | -39+    |
| 1986/87 | 29               | -23              | 2            | -2           | 0                           | 0                           | 4          | -3         | 0                            | 0                            | 35      | -28     |
| Загалом | 220              | -210             | 22           | -25          | 5                           | -6                          | 10         | -6         | 2+                           | -1+                          | 259+    | -248+   |

### У збірній
| №  | Дата              | Місце проведення | Суперник       | Рахунок | Пропущені м'ячі | Турнір                          |
| 1  | 25 січня 1981     | Токіо            | Японія         | 2:0     | -               | Товариський матч                |
| 2  | 1981              | Наґоя            | Японія         | 4:1     | 1               | Товариський матч                |
| 3  | 1 лютого 1981     | Токіо            | Японія         | 3:0     | -               | Товариський матч                |
| 4  | 25 березня 1981   | Бухарест         | Румунія        | 0:2     | 2               | Товариський матч                |
| 5  | 31 серпня 1982    | Париж            | Франція        | 4:0     | -               | Товариський матч                |
| 6  | 8 вересня 1982    | Гельсінкі        | Фінляндія      | 3:2     | 2               | Кваліфікаційні матчі до ЧЄ 1984 |
| 7  | 10 жовтня 1982    | Лісабон          | Португалія     | 1:2     | 2               | Кваліфікаційні матчі до ЧЄ 1984 |
| 8  | 29 серпня 1984    | Драммен          | Норвегія       | 1:1     | 1               | Товариський матч                |
| 9  | 12 вересня 1984   | Гельсінкі        | Фінляндія      | 2:0     | -               | Товариський матч                |
| 10 | 26 вересня 1984   | Слупськ          | Туреччина      | 2:0     | -               | Товариський матч                |
| 11 | 17 жовтня 1984    | Забже            | Греція         | 3:1     | 1               | Кваліфікаційні матчі до ЧС 1986 |
| 12 | 31 жовтня 1984    | Мелець           | Албанія        | 2:2     | 2               | Кваліфікаційні матчі до ЧС 1986 |
| 13 | 8 грудня 1984     | Пескара          | Італія         | 0:2     | 2               | Товариський матч                |
| 14 | 5 лютого 1985     | Керетаро         | Мексика        | 0:5     | 5               | Турнір у Кретаро                |
| 15 | 14 лютого 1985    | Калі             | Колумбія       | 0:1     | 1               | Товариський матч                |
| 16 | 17 квітня 1985    | Ополе            | Фінляндія      | 2:1     | 1               | Товариський матч                |
| 17 | 7 жовтня 1986     | Бидгощ           | Північна Корея | 2:2     | 2               | Товариський матч                |
| 18 | 15 жовтня 1986    | Познань          | Греція         | 2:1     | 1               | Відбірковий матч до ЧЄ 1988     |
| 19 | 12 листопада 1986 | Варшава          | Ірландія       | 1:0     | -               | Товариський матч                |
| 20 | 19 листопада 1986 | Амстердам        | Нідерланди     | 0:0     | -               | Відбірковий матч до ЧЄ 1988     |
| 21 | 24 березня 1987   | Вроцлав          | Норвегія       | 4:1     | 1               | Товариський матч                |
| 22 | 12 квітня 1987    | Гданськ          | Кіпр           | 0:0     | -               | Відбірковий матч до ЧЄ 1988     |
| 23 | 29 квітня 1987    | Афіни            | Греція         | 0:1     | 1               | Відбірковий матч до ЧЄ 1988     |

Загалом: 23 матчі / 25 пропущених м'ячів; 12 перемог, 5 нічиїх, 6 поразок.
| Рік     | Відбіркові матчі ЧС | Відбіркові матчі ЧС | Відбіркові матчі ЧЄ | Відбіркові матчі ЧЄ | Товариські матчі | Товариські матчі | Загалом | Загалом |
| Рік     | Матчі               | Голи                | Матчі               | Голи                | Матчі            | Голи             | Матчі   | Голи    |
| ------- | ------------------- | ------------------- | ------------------- | ------------------- | ---------------- | ---------------- | ------- | ------- |
| 1981    | 0                   | 0                   | 0                   | 0                   | 4                | -3               | 4       | -3      |
| 1982    | 0                   | 0                   | 2                   | -4                  | 1                | 0                | 3       | -4      |
| 1983    | 0                   | 0                   | 0                   | 0                   | 0                | 0                | 0       | 0       |
| 1984    | 2                   | -3                  | 0                   | 0                   | 4                | -3               | 6       | -6      |
| 1985    | 0                   | 0                   | 0                   | 0                   | 3                | -7               | 3       | -7      |
| 1986    | 0                   | 0                   | 2                   | -1                  | 2                | -2               | 4       | -3      |
| 1987    | 0                   | 0                   | 2                   | -1                  | 1                | -1               | 3       | -2      |
| Загалом | 2                   | -3                  | 6                   | -6                  | 15               | -16              | 23      | -25     |